# Рестинга паранайська
Рести́нга паранайська (Formicivora acutirostris) — вид горобцеподібних птахів родини сорокушових (Thamnophilidae). Ендемік Бразилії. Раніше цей вид відносили до монотипового роду Паранайська рестинга (Stymphalornis), однак за результатами молекулярно-генетичного дослідження був переведений до роду Рестинга (Formicivora).

## Опис
Довжина птаха становить 13,5 см. У самців верхня частина тіла темно-шоколадно-коричнева, нижня частина тіла темно-сіра. Підборіддя і щоки легко поцятковані білими плямками, крила темні, покривні пера крил чорні з білими краями. Хвіст чорнуватий, кінчики стернових пер білі. Білі смуги на боках відсутні. У самиць верхня частина тіла блідо-коричнева, обличчя більш сіре і плямисте. Нижня частина тіла білувата, поцяткована чорнуватими смугами. Крила і хвіст більш коричневі. 

## Підвиди
Виділяють два підвиди:
- F. a. acutirostris (Bornschein, Reinert & Teixeira, 1995) — південно-східне узбережжя (Парана, Санта-Катарини, Ріу-Гранді-ду-Сул);
- F. a. paludicola Buzzetti, Belmonte-Lopes, Reinert, Silveira & Bornschein, 2014[8] — верхів'я річок Тіете і Параїба-ду-Сул на сході Сан-Паулу.

Деякі дослідники класифікують підвид F. a. paludicola як окремий вид Formicivora paludicola.

## Поширення і екологія
Паранайські рестинги живуть на болотах, в заростях Typha domingensis, Fuirena robusta, Heleocharis elata, Cladium mariscus і Scirpus californicus, на заплавних луках та на перехідних ділянках до мангрових заросей і вологих тропічних лісів. Живляться безхребетними.

## Збереження
МСОП класифікує стан збереження цього виду як близький до загрозливого. За оцінками дослідників, популяція паранайських рестинг становить від 5000 до 10000 дорослих птахів. Підвид F. a. paludicola, який класифікуєцься МСОП як окремий вид Formicivora paludicola, перебуває під загрозою зникнення, популяція цього підвиду становить від 150 до 700 птахів. Паранайським рестингам загрожує знищення природного сереовища.